# Caucasopisthes procurvus
Caucasopisthes procurvus är en spindelart som först beskrevs av Andrei V. Tanasevitch 1987.  Caucasopisthes procurvus ingår i släktet Caucasopisthes och familjen täckvävarspindlar. Inga underarter finns listade i Catalogue of Life.